# Donauschlucht und Nebentäler
Die Raumeinheit Donauschlucht und Nebentäler im Nordwesten von Oberösterreich ist eine von 41 Oberösterreichischen Raumeinheiten und erstreckt sich vor allem entlang der Donau.

## Lage und Landschaft

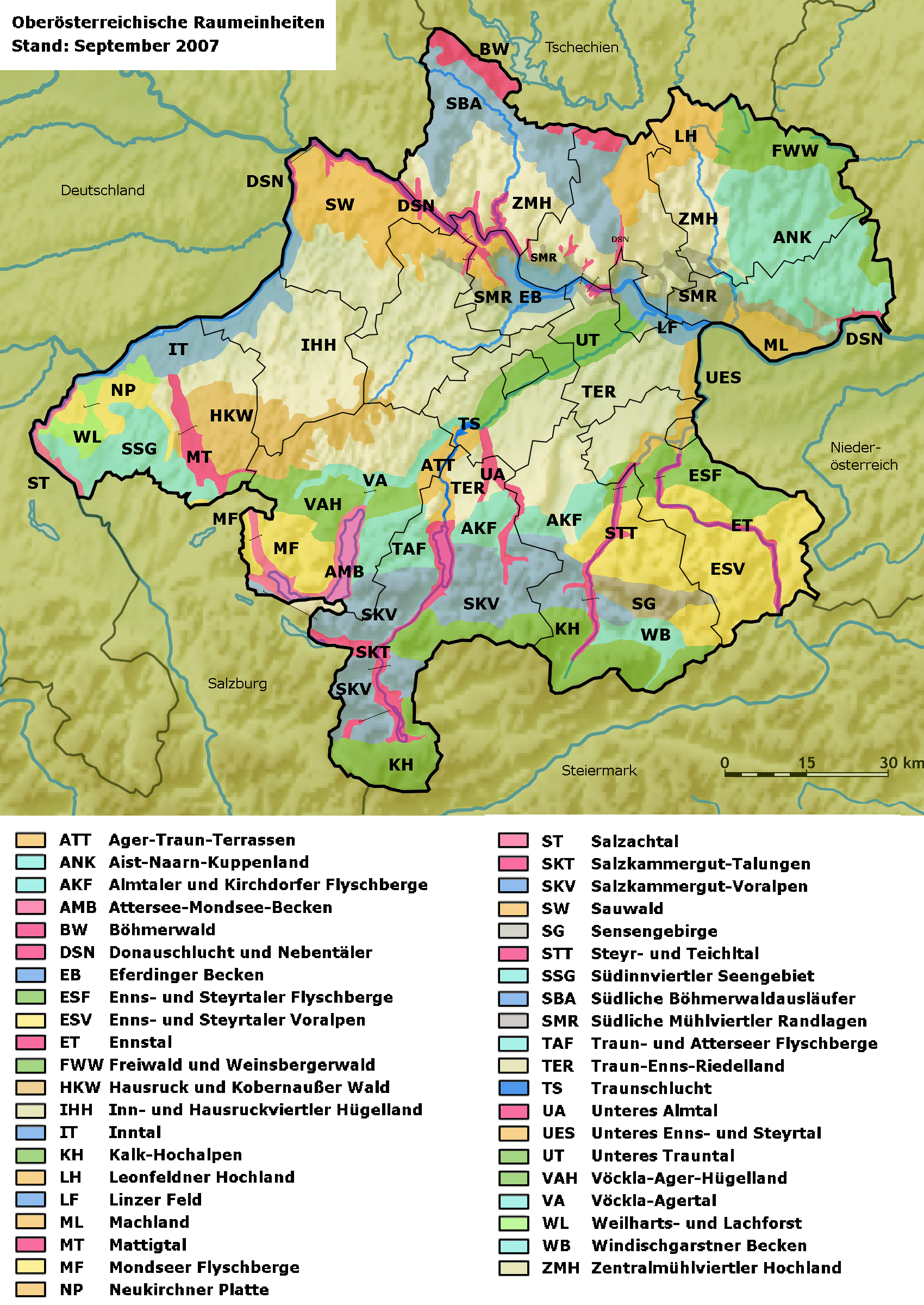
Alle OÖ Raumeinheiten

Die Raumeinheit ist in mehrere Einzelteile gegliedert und wird insbesondere vom tief eingeschnittenen Donau-Durchbruchstal geprägt. Der größte Teil befindet sich zwischen Passau und dem Eferdinger Becken. Die Schluchten des Inntals, Aschachtals, Pesenbachtals, Rodltals, Haselgrabens und des Strudengaus liegen isoliert voneinander.
Die Größe der Donauschlucht und Nebentäler beträgt etwa 130 km². Die Längsstreckung über die gesamten, nicht zusammenhängenden Bereiche beträgt fast 120 km. In der Breite erreicht die Raumeinheit jedoch nur wenige Kilometer als Maximum. Der tiefste Bereich liegt bei rund 240 m ü. A. an der Grenze zu Niederösterreich. Die höchsten Erhebungen des Gebiets befinden sich entlang der Schlögener Schlinge mit rund 500 m ü. A.
Folgende Gemeindegebiete liegen zu einem großen Teil in der Donauschlucht und den Nebentälern (beginnend im Nordwesten): Engelhartszell, Esternberg, Vichtenstein, Hofkirchen, Kirchberg, St. Martin, Haibach, Hartkirchen, Grein, St. Nikola an der Donau.
Die Raumeinheit ist von folgenden OÖ Raumeinheiten umgeben (Im Uhrzeigersinn, beginnend im Norden): Zentralmühlviertler Hochland, Aist-Naarn-Kuppenland, Südliche Mühlviertler Randlagen, Inntal, Inn- und Hausruckviertler Hügelland und Eferdinger Becken.

## Charakteristik
- Tief eingeschnittenes Engtal der Donau und Seitentäler mit der Schlögener Schlinge im Zentrum als landschaftliche Besonderheit. Das Ufer weist durchgehend Blockwerk-Verbauung auf. Nebentäler sind bis über 300 Meter hoch aufsteigend und es gibt landschaftsprägende Burgruinen am oberen Rand der Schlucht.
- Reich gegliedertes Relief: bewaldete und unbewaldete Blockhalden, Rinnen, Felsformationen und viele, teilweise tief eingeschnittene Bachtäler.
- Talhänge nahezu durchgehend bewaldet, felsdurchsetzt, viele sehr naturnahe Lebensraumtypen in hoher Dichte und Anzahl. Viele naturnahe Waldflächen Eichen-Hainbuchen-Wälder, Traubeneichen-, Rotföhren-, Linden-Blockwälder mit geringer oder fehlender Nutzung. Edellaubreiche Wälder in schattigen Lagen (Ahorn-Eschen-Ulmen-Schluchtwälder). Fichtenforste sind meist in den rechtsufrigen Taleinhängen der Donau und in einigen Nebentälern zu finden.
- Felsrasen mit seltenen Pflanzenarten, herausragende Moos- und Flechtenflora und bedeutende Reptilienvorkommen (Smaragdeidechse).
- Hauptbäche der Nebentäler fast zur Gänze unverbaut, lediglich kleinräumig oder in den Unterläufen durch Blocksteinwürfe etc. gesicherte Uferbereiche.
- Begleitende Verkehrsflächen fast durchgehend entlang der Donau (Donauradweg). Nur wenige Donau-Uferbereiche sind nicht durch Verkehrswege erschlossen. Einige Serpentinenstraßen in steilen Hangbereichen, wobei es einige Nebentäler ohne Durchzugsstraßen (z. B. Rannatal, Kösslbachtäler, Pesenbachtal) gibt. Motorbootbetrieb sowie Personen- und Güter-Schifffahrt sind zu finden.
- Bäuerliche Kulturlandschaft im Talboden, vorwiegend Grünland, kleinräumig genutzt mit starker Tendenz zur Aufforstung von Hangwiesen, sehr selten Reste von Trockenwiesen.
- Wenige größere Orte (Engelhartszell mit Stift Engelszell, Aschach), meist sind kleine Dorfstrukturen und Weiler zu finden. Die Nebentäler sind fast unbesiedelt.